# Radeon RX 600 (серія відеокарт)
AMD Radeon 600 — це серія графічних процесорів, розроблених AMD. Карти є ребрендингом настільних і мобільних карт GCN четвертого покоління, виробленими за 28 нм і 14 нм техпроцесами, доступні лише для OEM-виробників. Серія орієнтована на сегмент початкового рівня та випущена 13 серпня 2019 року.

## Модельний ряд
| Модель (кодове ім'я) | Дата виходу і ціна | Архітектура і техпроцес    | Транзистори і площа ядра | Ядро                           | Ядро          | Швидкість заповнення | Швидкість заповнення | GFLOPS   | GFLOPS   | GFLOPS   | Пам'ять                  | Пам'ять     | Пам'ять        | Пам'ять                    | TBP (Вт) | Інтерфейс вводу-виводу |
| Модель (кодове ім'я) | Дата виходу і ціна | Архітектура і техпроцес    | Транзистори і площа ядра | Конфігурація                   | Частота (МГц) | ГТ/с                 | ГП/с                 | Половина | Одинарна | Подвійна | Тип і ширина             | Об'єм (ГіБ) | Частота (МТ/с) | Пропускна здатність (Гб/с) | TBP (Вт) | Інтерфейс вводу-виводу |
| -------------------- | ------------------ | -------------------------- | ------------------------ | ------------------------------ | ------------- | -------------------- | -------------------- | -------- | -------- | -------- | ------------------------ | ----------- | -------------- | -------------------------- | -------- | ---------------------- |
| Radeon 610           | 13 серпня 2019 OEM | GCN TSMC 28FF              | 1.0×109 77 мм2           | 320:20:4 5 CU                  | 1030          | 20.6                 | 8.24                 | ?        | 659.2    | 41.2     | GDDR5 64-біт             | 4           | 4500           | 48                         | 50       | PCIe 3.0 ×8            |
| Radeon 620           | 13 серпня 2019 OEM | GCN 4 GlobalFoundries 14FF | 2.2×109 101 мм2          | 384:24:8 6 CU 320:20:8 6 CU    | 1024          | 24.58                | 8.192                | 786.4    | 786.4    | 49.15    | GDDR5 64-біт DDR3 64-біт | 4           | 4500           | 48                         | 50       | PCIe 3.0 ×8            |
| Radeon 625           | 13 серпня 2019 OEM | GCN 4 GlobalFoundries 14FF | 2.2×109 101 мм2          | 384:24:8 6 CU                  | 1024          | 24.58                | 8.192                | 786.4    | 786.4    | 49.15    | GDDR5 64-біт             | 4           | 4500           | 48                         | 50       | PCIe 3.0 ×8            |
| Radeon 630           | 13 серпня 2019 OEM | GCN 4 GlobalFoundries 14FF | 3.3×109 125 мм2          | 512:32:16 8 CU                 | 1219          | 38.98                | 19.49                | 1247     | 1247     | 77.95    | GDDR5 64-біт             | 4           | 6000           | 48                         | 50       | PCIe 3.0 ×8            |
| Radeon RX 640        | 13 серпня 2019 OEM | GCN 4 GlobalFoundries 14FF | 3.3×109 125 мм2          | 640:40:16 10 CU 512:32:16 8 CU | 1287          | 38.98                | 19.49                | 1247     | 1247     | 77.95    | GDDR5 64-біт             | 4           | 7000           | 56                         | 50       | PCIe 3.0 ×8            |

1. 1 2 3  Значення підсилене (якщо є) наведено під базовим значенням курсивом.
2. ↑  Швидкість заповнення текстури розраховується як кількість блоків відображення текстури, помножена на базову (або прискорюючу) тактову частоту ядра.
3. ↑  Швидкість заповнення пікселів розраховується як кількість вихідних одиниць візуалізації, помножена на базову (або прискорюючу) тактову частоту ядра.
4. ↑  Точна продуктивність розраховується на основі базової (або розширеної) тактової частоти ядра на основі операції FMA.
5. ↑  Уніфіковані шейдери : Текстурні блоки : Блоки растеризації :  Обчислювальні одиниці (CU)